# Knut A. Aaning
Knut A. Aaning (23. dubna 1880, Stryn – 1922, tamtéž) byl norský fotograf působící v obci Stryn. Řemeslo vystudoval v Bergenu a byl aktivní asi od roku 1900, pracoval v Oppstrynu až do své smrti v roce 1922.

## Životopis
Po jeho smrti byla sbírka jeho negativů uložena v suterénu domu, který vlastnil, poté se přestěhovala na farmu. V 70. letech skončila na skládce odpadu. Z kolekce negativů, která pravděpodobně sestávala z mnoha tisíc skleněných desek, se zachovalo pouze 23. Ty jsou součástí sbírek Fylkesarkivet i Sogn og Fjordane.

## Galerie

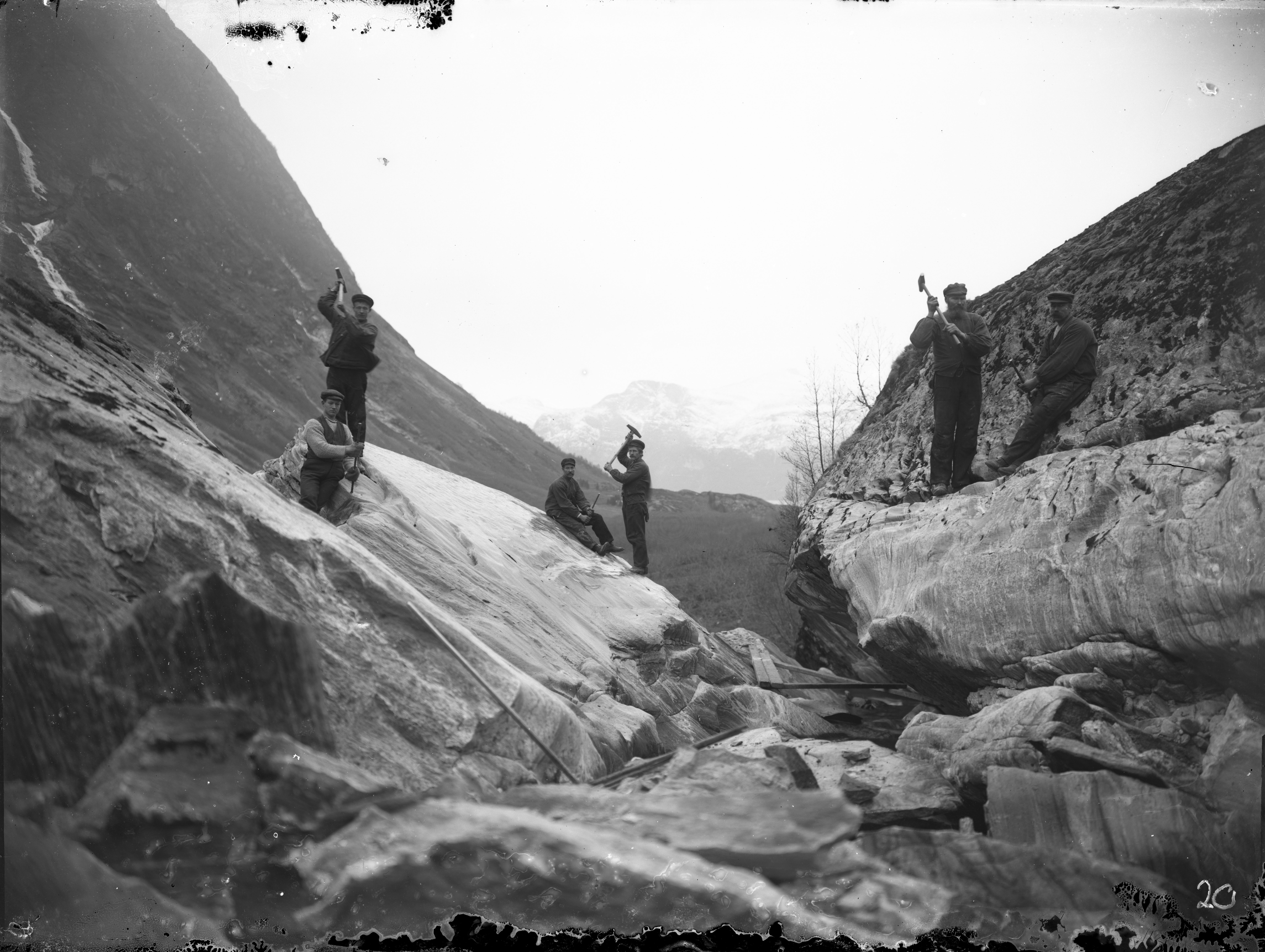
Zemědělci z Greidung v Erdalen při práci, Erdalselva, 1900–1910
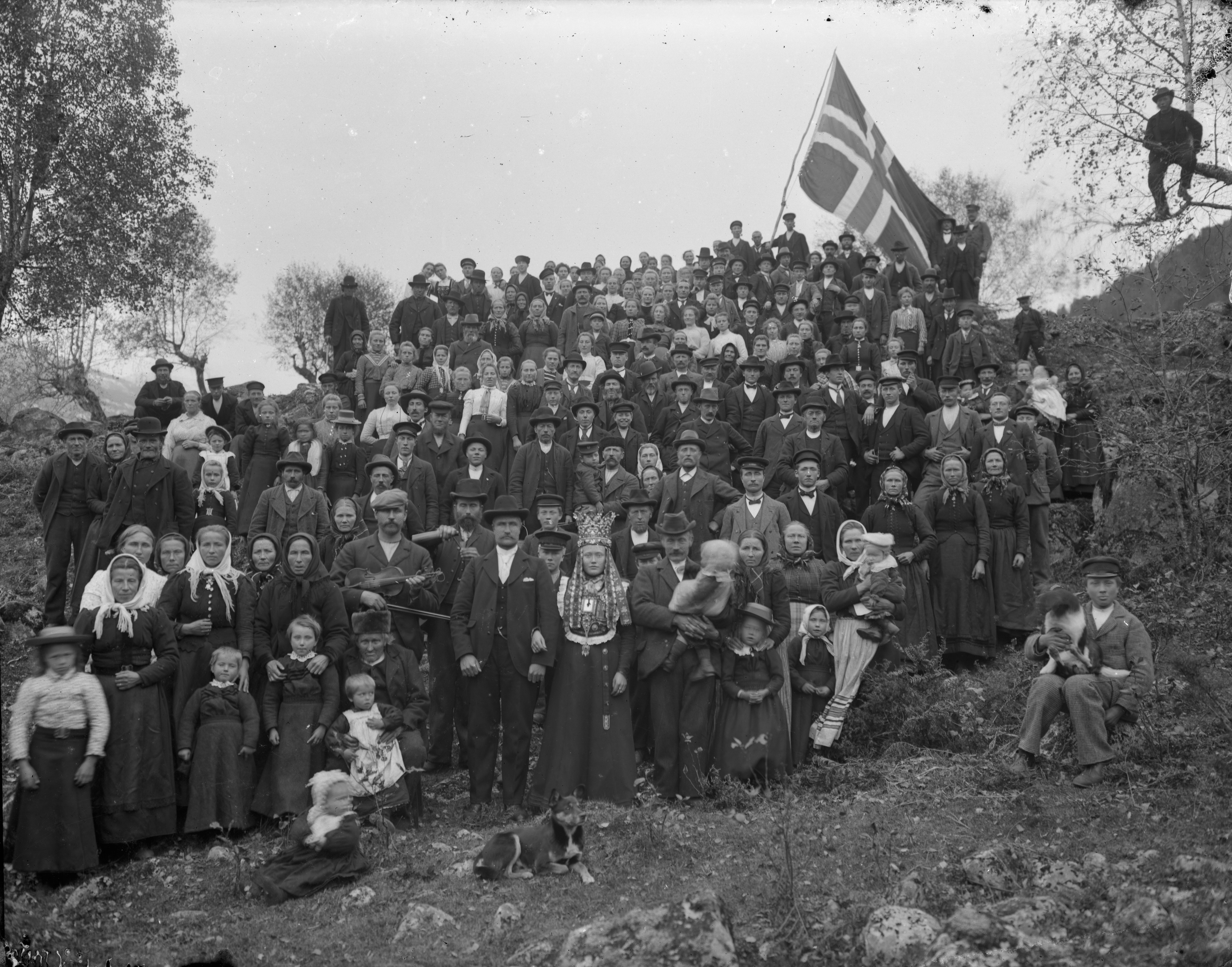
Svatební pár se svatebními hosty, Stryn
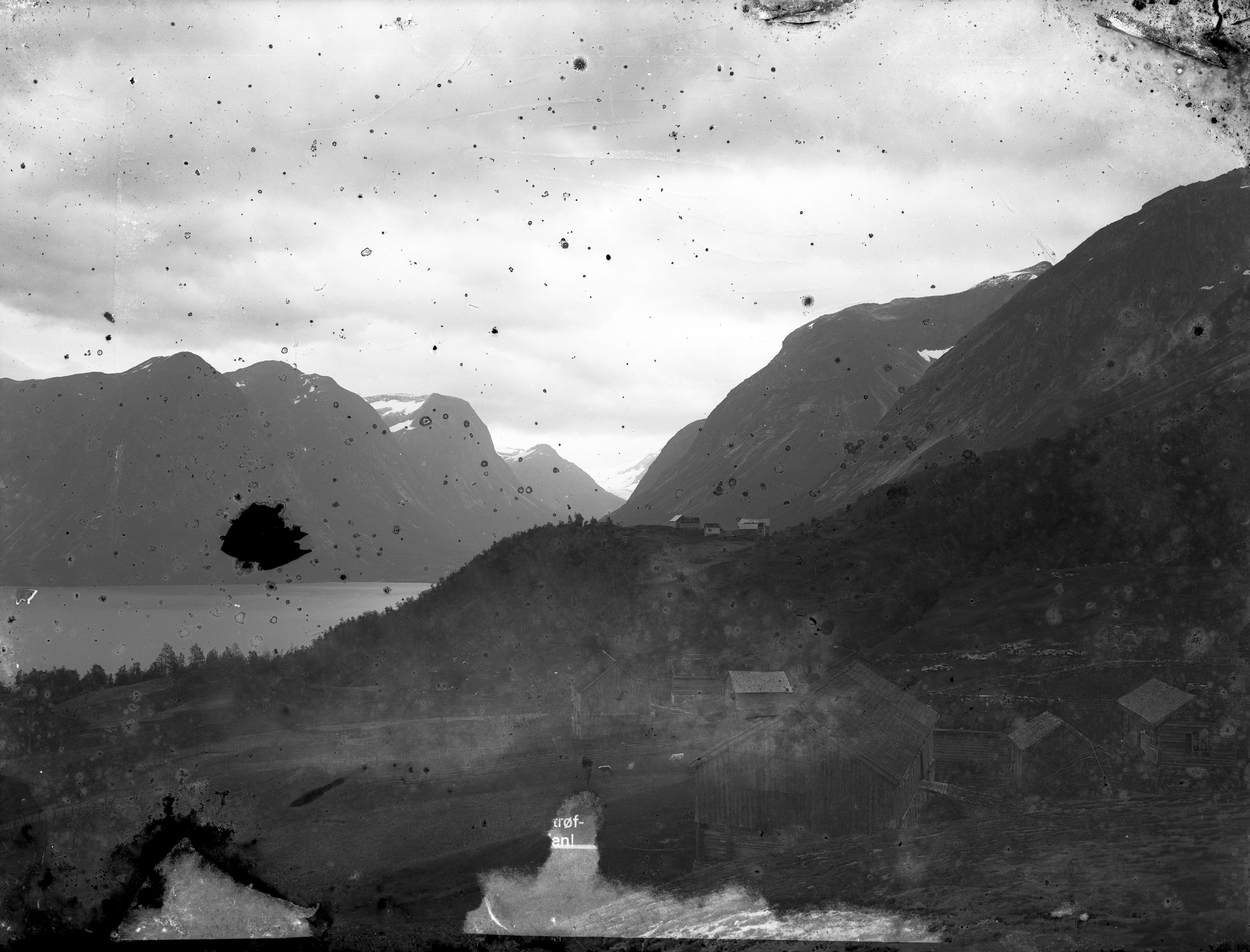
Farmy Brekke a Åning, Oppstryn, asi 1900–1922
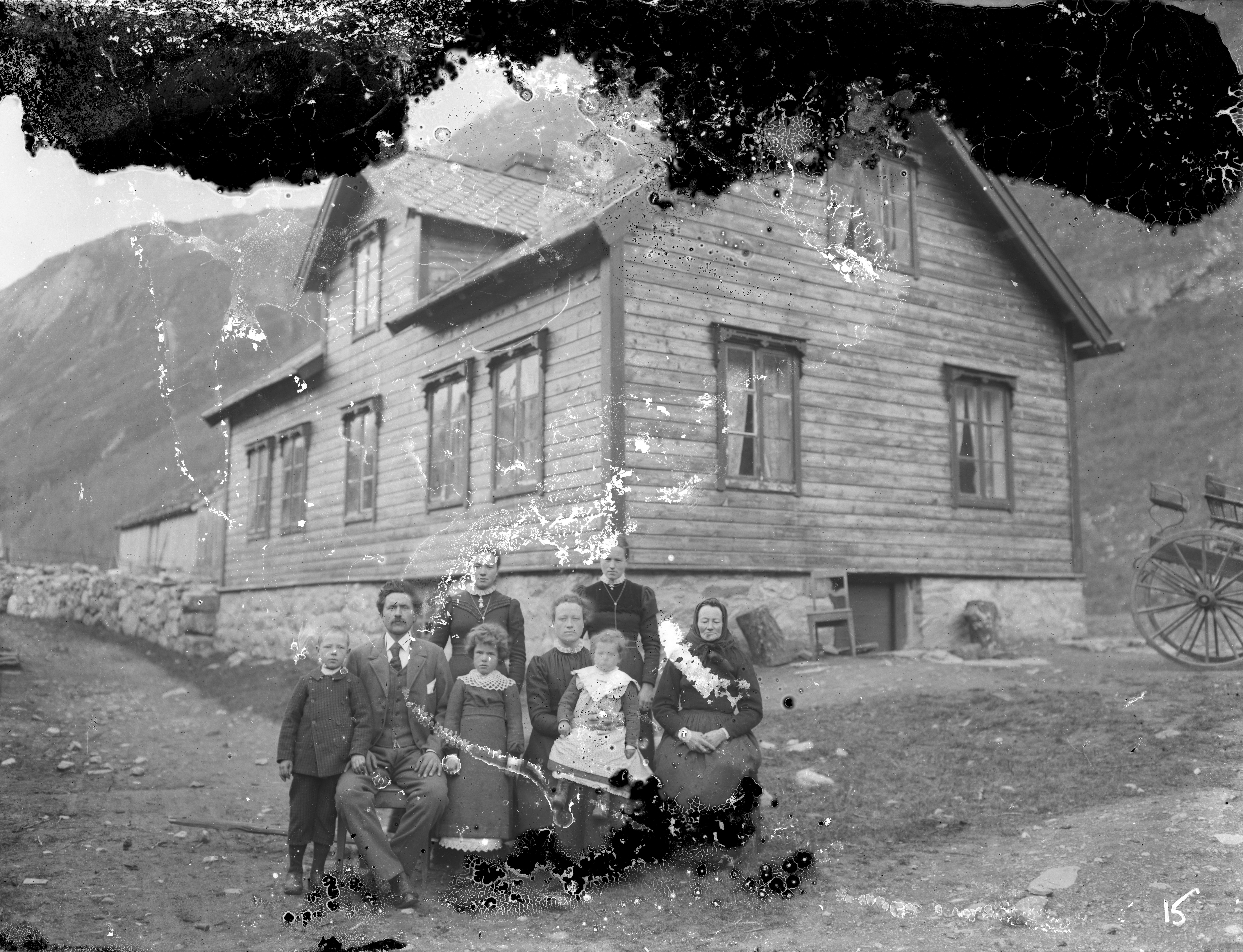
Rodina před svým domem